# Johannes Pölz
Johannes Pölz (ur. 8 sierpnia 2005) – austriacki skoczek narciarski, reprezentant klubu SC Schwarzenberg. Medalista mistrzostw świata juniorów (2024) oraz zimowego olimpijskiego festiwalu młodzieży Europy (2023). Trzeci zawodnik klasyfikacji generalnej Alpen Cupu 2023/2024.

## Przebieg kariery
W grudniu 2020 zadebiutował w Alpen Cupie, zajmując 47. i 24. miejsce w Seefeld. W lutym 2022 zajął 6. lokatę indywidualnie oraz zdobył złoty medal drużynowo na OPA Games w Predazzo. W lutym 2022 w Villach po raz pierwszy wystartował w cyklu FIS Cup, kończąc zawody na 55. i 36. pozycji.
15 stycznia 2023 odniósł zwycięstwo w zawodach Alpen Cupu w Eisenerz. Wystartował na Zimowym Olimpijskim Festiwalu Młodzieży Europy 2023, na którym zajął 7. miejsce indywidualnie oraz zdobył złoty medal w rywalizacji drużynowej. W lutym 2023 zdobył pierwsze w karierze punkty FIS Cupu, plasując się na 11. i 15. pozycji zawodów w Villach.
We wrześniu 2023 w debiucie w Letnim Pucharze Kontynentalnym zdobył punkty cyklu, zajmując 11. i 18. miejsce w Stams. Następnie w tym samym miesiącu po raz pierwszy wystartował w Letnim Grand Prix, kończąc zawody w Hinzenbach na 35. pozycji. W styczniu 2024 zadebiutował w zimowej edycji Pucharu Kontynentalnego, zajmując 12. i 9. lokatę w Innsbrucku. W lutym wystartował na Mistrzostwach Świata Juniorów 2024 w Planicy, na których zajął 6. miejsce indywidualnie, a także zdobył złoty medal w rywalizacji drużynowej mężczyzn oraz w mikście.

## Mistrzostwa świata juniorów

### Indywidualnie
| 2024 Planica | – | 6. miejsce |

### Drużynowo
| 2024 Planica | – | złoty medal, złoty medal (drużyna mieszana) |

### Starty J. Pölza na mistrzostwach świata juniorów – szczegółowo
| Miejsce | Dzień     | Rok  | Miejscowość | Skocznia           | Punkt K | HS     | Konkurs      | Skok 1 | Skok 2  | Nota                  | Strata   | Zwycięzca        |
| ------- | --------- | ---- | ----------- | ------------------ | ------- | ------ | ------------ | ------ | ------- | --------------------- | -------- | ---------------- |
| 6.      | 8 lutego  | 2024 | Planica     | Srednja skakalnica | K-95    | HS-102 | indywid.     | 91,0 m | 100,5 m | 243,8 pkt             | 22,9 pkt | Stephan Embacher |
| 1.      | 10 lutego | 2024 | Planica     | Srednja skakalnica | K-95    | HS-102 | druż.        | 96,5 m | 98,5 m  | 934,3 pkt (238,0 pkt) | –        | –                |
| 1.      | 11 lutego | 2024 | Planica     | Srednja skakalnica | K-95    | HS-102 | druż. miesz. | 97,0 m | 100,0 m | 930,2 pkt (239,8 pkt) | –        | –                |

## Zimowy olimpijski festiwal młodzieży Europy

### Indywidualnie
| 2023 Friuli-Wenecja Julijska/ Planica | – | 7. miejsce |

### Drużynowo
| 2023 Friuli-Wenecja Julijska/ Planica | – | złoty medal |

### Starty J. Pölza na zimowym olimpijskim festiwalu młodzieży Europy – szczegółowo
| Miejsce | Dzień       | Rok  | Miejscowość | Skocznia           | Punkt K | HS     | Konkurs  | Skok 1 | Skok 2 | Nota                  | Strata   | Zwycięzca        |
| ------- | ----------- | ---- | ----------- | ------------------ | ------- | ------ | -------- | ------ | ------ | --------------------- | -------- | ---------------- |
| 7.      | 23 stycznia | 2023 | Planica     | Srednja skakalnica | K-95    | HS-102 | indywid. | 94,0 m | 90,5 m | 229,2 pkt             | 39,6 pkt | Stephan Embacher |
| 1.      | 25 stycznia | 2023 | Planica     | Srednja skakalnica | K-95    | HS-102 | druż.    | 98,0 m | 98,5 m | 976,5 pkt (251,5 pkt) | –        | –                |

## Letnie Grand Prix

### Miejsca w klasyfikacji generalnej
| Sezon | Miejsce |
| ----- | ------- |
| 2024  | 61.     |

### Miejsca w poszczególnych konkursach indywidualnychLGP
stan po zakończeniu LGP 2024
| Źródło | Źródło           | Źródło        | Źródło        | Źródło      | Źródło      | Źródło          | Źródło          | Źródło            | Źródło | Źródło | Źródło | Źródło | Źródło | Źródło | Źródło | Źródło | Źródło | Źródło | Źródło | Źródło | Źródło | Źródło | Źródło | Źródło | Źródło | Źródło |
| --- | ---------------- | ------------- | ------------- | ----------- | ----------- | --------------- | --------------- | ----------------- | ------ | ------ | ------ | ------ | ------ | ------ | ------ | ------ | ------ | ------ | ------ | ------ | ------ | ------ | ------ | ------ | ------ | ------ |
| 2023 |                  |               |               |             |             |                 |                 |                   |        |        |        |        |        |        |        |        |        |        |        |        |        |        |        |        |        |        |
| Courchevel HS132 | Courchevel HS132 | Szczyrk HS104 | Szczyrk HS104 | Râșnov HS97 | Râșnov HS97 | Hinzenbach HS90 | Hinzenbach HS90 | Klingenthal HS140 | punkty |        |        |        |        |        |        |        |        |        |        |        |        |        |        |        |        |        |
| - | -                | -             | -             | -           | -           | 35              | -               | -                 | 0      |        |        |        |        |        |        |        |        |        |        |        |        |        |        |        |        |        |
| 2024 |                  |               |               |             |             |                 |                 |                   |        |        |        |        |        |        |        |        |        |        |        |        |        |        |        |        |        |        |
| Courchevel HS132 | Courchevel HS132 | Wisła HS134   | Wisła HS134   | Râșnov HS97 | Râșnov HS97 | Hinzenbach HS90 | Hinzenbach HS90 | Klingenthal HS140 | punkty | punkty | punkty | punkty | punkty | punkty | punkty | punkty | punkty |        |        |        |        |        |        |        |        |        |
| 26 | 18               | -             | -             | -           | -           | -               | -               | -                 | 18     | 18     | 18     | 18     | 18     | 18     | 18     | 18     | 18     |        |        |        |        |        |        |        |        |        |
| Legenda |                  |               |               |             |             |                 |                 |                   |        |        |        |        |        |        |        |        |        |        |        |        |        |        |        |        |        |        |
| 1 2 3 4-10 11-30 poniżej 30 dq – dyskwalifikacja q – dyskwalifikacja w kwalifikacjach q – zawodnik nie zakwalifikował się - – zawodnik nie wystartował |                  |               |               |             |             |                 |                 |                   |        |        |        |        |        |        |        |        |        |        |        |        |        |        |        |        |        |        |

## Puchar Kontynentalny

### Miejsca w klasyfikacji generalnej
| Sezon     | Miejsce |
| --------- | ------- |
| 2023/2024 | 56.     |

### Miejsca w poszczególnych konkursachPucharu Kontynentalnego
stan po zakończeniu sezonu 2024/2025
| Źródło                                                                        | Źródło            | Źródło     | Źródło     | Źródło          | Źródło          | Źródło                       | Źródło                       | Źródło          | Źródło          | Źródło        | Źródło        | Źródło        | Źródło          | Źródło          | Źródło            | Źródło            | Źródło           | Źródło           | Źródło              | Źródło              | Źródło        | Źródło        | Źródło      | Źródło      | Źródło         | Źródło         | Źródło | Źródło | Źródło | Źródło | Źródło | Źródło | Źródło | Źródło | Źródło | Źródło | Źródło | Źródło | Źródło | Źródło | Źródło | Źródło | Źródło | Źródło | Źródło | Źródło | Źródło | Źródło | Źródło | Źródło | Źródło | Źródło | Źródło | Źródło | Źródło | Źródło | Źródło | Źródło | Źródło |
| ----------------------------------------------------------------------------- | ----------------- | ---------- | ---------- | --------------- | --------------- | ---------------------------- | ---------------------------- | --------------- | --------------- | ------------- | ------------- | ------------- | --------------- | --------------- | ----------------- | ----------------- | ---------------- | ---------------- | ------------------- | ------------------- | ------------- | ------------- | ----------- | ----------- | -------------- | -------------- | ------ | ------ | ------ | ------ | ------ | ------ | ------ | ------ | ------ | ------ | ------ | ------ | ------ | ------ | ------ | ------ | ------ | ------ | ------ | ------ | ------ | ------ | ------ | ------ | ------ | ------ | ------ | ------ | ------ | ------ | ------ | ------ | ------ |
| Sezon 2023/2024                                                               |                   |            |            |                 |                 |                              |                              |                 |                 |               |               |               |                 |                 |                   |                   |                  |                  |                     |                     |               |               |             |             |                |                |        |        |        |        |        |        |        |        |        |        |        |        |        |        |        |        |        |        |        |        |        |        |        |        |        |        |        |        |        |        |        |        |        |
| Lillehammer HS140                                                             | Lillehammer HS140 | Ruka HS142 | Ruka HS142 | Engelberg HS140 | Engelberg HS140 | Garmisch-Partenkirchen HS142 | Garmisch-Partenkirchen HS142 | Innsbruck HS128 | Innsbruck HS128 | Sapporo HS137 | Sapporo HS137 | Sapporo HS137 | Willingen HS147 | Willingen HS147 | Lillehammer HS140 | Lillehammer HS140 | Brotterode HS117 | Brotterode HS117 | Iron Mountain HS133 | Iron Mountain HS133 | Planica HS138 | Planica HS138 | Lahti HS130 | Lahti HS130 | Zakopane HS140 | Zakopane HS140 | punkty | punkty | punkty | punkty | punkty | punkty | punkty | punkty | punkty | punkty | punkty | punkty | punkty | punkty | punkty | punkty | punkty | punkty | punkty |        |        |        |        |        |        |        |        |        |        |        |        |        |        |
| -                                                                             | -                 | -          | -          | -               | -               | -                            | -                            | 12              | 9               | -             | -             | -             | -               | -               | -                 | -                 | 20               | 34               | -                   | -                   | -             | -             | -           | -           | -              | -              | 62     | 62     | 62     | 62     | 62     | 62     | 62     | 62     | 62     | 62     | 62     | 62     | 62     | 62     | 62     | 62     | 62     | 62     | 62     |        |        |        |        |        |        |        |        |        |        |        |        |        |        |
| Legenda                                                                       |                   |            |            |                 |                 |                              |                              |                 |                 |               |               |               |                 |                 |                   |                   |                  |                  |                     |                     |               |               |             |             |                |                |        |        |        |        |        |        |        |        |        |        |        |        |        |        |        |        |        |        |        |        |        |        |        |        |        |        |        |        |        |        |        |        |        |
| 1 2 3 4-10 11-30 poniżej 30 dq – dyskwalifikacja - – zawodnik nie wystartował |                   |            |            |                 |                 |                              |                              |                 |                 |               |               |               |                 |                 |                   |                   |                  |                  |                     |                     |               |               |             |             |                |                |        |        |        |        |        |        |        |        |        |        |        |        |        |        |        |        |        |        |        |        |        |        |        |        |        |        |        |        |        |        |        |        |        |

## Letni Puchar Kontynentalny

### Miejsca w klasyfikacji generalnej
| Sezon | Miejsce |
| ----- | ------- |
| 2023  | 33.     |

### Miejsca w poszczególnych konkursachLetniego Pucharu Kontynentalnego
stan po zakończeniu LPK 2024
| Źródło                                                                        | Źródło     | Źródło      | Źródło      | Źródło            | Źródło            | Źródło            | Źródło            | Źródło            | Źródło | Źródło | Źródło | Źródło | Źródło | Źródło | Źródło | Źródło | Źródło | Źródło | Źródło | Źródło | Źródło | Źródło | Źródło | Źródło | Źródło | Źródło |
| ----------------------------------------------------------------------------- | ---------- | ----------- | ----------- | ----------------- | ----------------- | ----------------- | ----------------- | ----------------- | ------ | ------ | ------ | ------ | ------ | ------ | ------ | ------ | ------ | ------ | ------ | ------ | ------ | ------ | ------ | ------ | ------ | ------ |
| 2023                                                                          |            |             |             |                   |                   |                   |                   |                   |        |        |        |        |        |        |        |        |        |        |        |        |        |        |        |        |        |        |
| Oslo HS106                                                                    | Oslo HS106 | Stams HS115 | Stams HS115 | Klingenthal HS140 | Klingenthal HS140 | Lake Placid HS128 | Lake Placid HS128 | Lake Placid HS128 | punkty | punkty | punkty | punkty | punkty | punkty | punkty | punkty | punkty |        |        |        |        |        |        |        |        |        |
| -                                                                             | -          | 11          | 18          | -                 | -                 | -                 | -                 | -                 | 37     | 37     | 37     | 37     | 37     | 37     | 37     | 37     | 37     |        |        |        |        |        |        |        |        |        |
| Legenda                                                                       |            |             |             |                   |                   |                   |                   |                   |        |        |        |        |        |        |        |        |        |        |        |        |        |        |        |        |        |        |
| 1 2 3 4-10 11-30 poniżej 30 dq – dyskwalifikacja - − zawodnik nie wystartował |            |             |             |                   |                   |                   |                   |                   |        |        |        |        |        |        |        |        |        |        |        |        |        |        |        |        |        |        |

## FIS Cup

### Miejsca w klasyfikacji generalnej
| Sezon     | Miejsce |
| --------- | ------- |
| 2022/2023 | 77.     |
| 2023/2024 | 20.     |
| 2024/2025 | 46.     |

### Miejsca na podium w konkursach indywidualnych FIS Cupu chronologicznie
| 1. | 15 marca | 2024 | Zakopane | Wielka Krokiew | K-125 | HS-140 | 128,5 m | 130,0 m | 280,7 pkt | 2. | 8,3 pkt | Stefan Rainer |

### Miejsca w poszczególnych konkursachFIS Cupu
stan po zakończeniu sezonu 2024/2025
| Sezon 2021/2022                                                               |                    |                  |                  |                  |                  |             |             |                  |                  |                  |                  |               |               |                  |                  |               |               |                |                |               |               |                |                |               |               |                |                |        |        |        |        |        |        |        |        |        |        |        |        |        |        |        |        |        |        |        |
| Otepää HS97                                                                   | Otepää HS97        | Kuopio HS100     | Kuopio HS127     | Einsiedeln HS117 | Einsiedeln HS117 | Ljubno HS94 | Ljubno HS94 | Villach HS98     | Villach HS98     | Lahti HS100      | Lahti HS100      | Falun HS100   | Falun HS100   | Kandersteg HS106 | Kandersteg HS106 | Notodden HS98 | Notodden HS98 | Zakopane HS105 | Villach HS98   | Villach HS98  | Oberhof HS100 | Oberhof HS100  | punkty         | punkty        | punkty        | punkty         | punkty         | punkty | punkty | punkty | punkty | punkty | punkty | punkty | punkty | punkty | punkty | punkty | punkty | punkty | punkty |        |        |        |        |        |
| -                                                                             | -                  | -                | -                | -                | -                | -           | -           | -                | -                | -                | -                | -             | -             | -                | -                | -             | -             | -              | 55             | 36            | -             | -              | 0              | 0             | 0             | 0              | 0              | 0      | 0      | 0      | 0      | 0      | 0      | 0      | 0      | 0      | 0      | 0      | 0      | 0      | 0      |        |        |        |        |        |
| Sezon 2022/2023                                                               |                    |                  |                  |                  |                  |             |             |                  |                  |                  |                  |               |               |                  |                  |               |               |                |                |               |               |                |                |               |               |                |                |        |        |        |        |        |        |        |        |        |        |        |        |        |        |        |        |        |        |        |
| Frenštát HS106                                                                | Frenštát HS106     | Szczyrk HS104    | Szczyrk HS104    | Einsiedeln HS117 | Einsiedeln HS117 | Kranj HS109 | Kranj HS109 | Villach HS98     | Villach HS98     | Notodden HS98    | Notodden HS98    | Szczyrk HS104 | Szczyrk HS104 | Villach HS98     | Villach HS98     | Oberhof HS100 | Oberhof HS100 | Zakopane HS140 | Zakopane HS140 | punkty        | punkty        | punkty         | punkty         | punkty        | punkty        | punkty         | punkty         | punkty | punkty | punkty | punkty | punkty | punkty | punkty | punkty | punkty | punkty | punkty |        |        |        |        |        |        |        |        |
| -                                                                             | -                  | -                | -                | -                | -                | -           | -           | -                | -                | -                | -                | -             | -             | 11               | 15               | -             | -             | -              | -              | 40            | 40            | 40             | 40             | 40            | 40            | 40             | 40             | 40     | 40     | 40     | 40     | 40     | 40     | 40     | 40     | 40     | 40     | 40     |        |        |        |        |        |        |        |        |
| Sezon 2023/2024                                                               |                    |                  |                  |                  |                  |             |             |                  |                  |                  |                  |               |               |                  |                  |               |               |                |                |               |               |                |                |               |               |                |                |        |        |        |        |        |        |        |        |        |        |        |        |        |        |        |        |        |        |        |
| Szczyrk HS104                                                                 | Szczyrk HS104      | Einsiedeln HS117 | Einsiedeln HS117 | Villach HS98     | Villach HS98     | Râșnov HS97 | Râșnov HS97 | Kandersteg HS106 | Kandersteg HS106 | Notodden HS98    | Notodden HS98    | Falun HS100   | Falun HS100   | Szczyrk HS104    | Szczyrk HS104    | Oberhof HS100 | Oberhof HS100 | Zakopane HS140 | Zakopane HS140 | punkty        | punkty        | punkty         | punkty         | punkty        | punkty        | punkty         | punkty         | punkty | punkty | punkty | punkty | punkty | punkty | punkty | punkty | punkty | punkty | punkty |        |        |        |        |        |        |        |        |
| -                                                                             | -                  | -                | -                | -                | -                | -           | -           | -                | -                | -                | -                | 5             | 6             | -                | -                | -             | -             | 7              | 2              | 201           | 201           | 201            | 201            | 201           | 201           | 201            | 201            | 201    | 201    | 201    | 201    | 201    | 201    | 201    | 201    | 201    | 201    | 201    |        |        |        |        |        |        |        |        |
| Sezon 2024/2025                                                               |                    |                  |                  |                  |                  |             |             |                  |                  |                  |                  |               |               |                  |                  |               |               |                |                |               |               |                |                |               |               |                |                |        |        |        |        |        |        |        |        |        |        |        |        |        |        |        |        |        |        |        |
| Hinterzarten HS109                                                            | Hinterzarten HS109 | Frenštát HS106   | Frenštát HS106   | Szczyrk HS104    | Szczyrk HS104    | Kranj HS109 | Kranj HS109 | Villach HS98     | Villach HS98     | Einsiedeln HS117 | Einsiedeln HS117 | Otepää HS97   | Otepää HS97   | Otepää HS97      | Kandersteg HS106 | Notodden HS98 | Notodden HS98 | Falun HS100    | Falun HS100    | Szczyrk HS104 | Szczyrk HS104 | Eisenerz HS109 | Eisenerz HS109 | Oberhof HS100 | Oberhof HS100 | Zakopane HS140 | Zakopane HS140 | punkty | punkty | punkty | punkty | punkty | punkty | punkty | punkty | punkty | punkty | punkty | punkty | punkty | punkty | punkty | punkty | punkty | punkty | punkty |
| -                                                                             | -                  | -                | -                | -                | -                | 14          | 12          | -                | -                | -                | -                | -             | -             | -                | -                | 13            | 12            | -              | -              | -             | -             | -              | -              | -             | -             | 45             | 10             | 108    | 108    | 108    | 108    | 108    | 108    | 108    | 108    | 108    | 108    | 108    | 108    | 108    | 108    | 108    | 108    | 108    | 108    | 108    |
| Legenda                                                                       |                    |                  |                  |                  |                  |             |             |                  |                  |                  |                  |               |               |                  |                  |               |               |                |                |               |               |                |                |               |               |                |                |        |        |        |        |        |        |        |        |        |        |        |        |        |        |        |        |        |        |        |
| 1 2 3 4-10 11-30 poniżej 30 dq – dyskwalifikacja - − zawodnik nie wystartował |                    |                  |                  |                  |                  |             |             |                  |                  |                  |                  |               |               |                  |                  |               |               |                |                |               |               |                |                |               |               |                |                |        |        |        |        |        |        |        |        |        |        |        |        |        |        |        |        |        |        |        |